# Michał Efir
Michał Efir (ur. 14 kwietnia 1992 w Świdniku) – polski piłkarz występujący na pozycji napastnika.

## Kariera klubowa
Jest wychowankiem Wieniawy Lublin, gdzie trenował w latach 2002-2008. W tym czasie rozegrał kilka spotkań w juniorskiej reprezentacji Polski. W 2008 przeszedł do juniorów stołecznej Legii. Już w pierwszym sezonie wywalczył wicemistrzostwo Polski juniorów młodszych – w finale Legia uległa Lechowi Poznań.
Ze względu na dobrą grę w drużynie juniorów w 2009 trafił do Młodej Legii, bezpośredniego zaplecza pierwszej drużyny. 12 października 2009 zadebiutował w rozgrywkach Młodej Ekstraklasy (MESA). Rozgrywki 2009/2010 zakończył z dorobkiem 1 bramki w 7 występach. W kolejnym sezonie wywalczył sobie miejsce w podstawowym składzie Młodej Legii, dla której zdobył 7 goli w 15 meczach. Zdobył też drużynowe wicemistrzostwo MESA.
We wrześniu 2010 trener Legii Maciej Skorża podjął decyzję o włączeniu go do kadry pierwszego zespołu wraz z Danielem Łukasikiem i Rafałem Wolskim.
Podczas zimowego okresu przygotowawczego na początku 2011 Efir doznał poważnej kontuzji zerwania więzadeł krzyżowych. Rehabilitacja trwała prawie rok i dopiero w styczniu 2012 młody napastnik wrócił do gry w piłkę. Z Młodą Legią pojechał na zgrupowanie do Włoch i szybko wracał do dobrej dyspozycji, regularnie trafiając w sparingach. Wiosną 2012 zagrał w 7 meczach Młodej Ekstraklasy zdobywając 5 goli, co zaowocowało powrotem do treningów z pierwszą drużyną.
21 kwietnia 2012 zadebiutował w oficjalnym meczu Legii Warszawa. Wszedł w 73. minucie ligowego meczu z Lechem Poznań, zmieniając Jakuba Wawrzyniaka. Legia przegrała to spotkanie 0:1.
W późniejszych okresach Efir jeszcze dwukrotnie doznawał zerwania więzadeł krzyżowych – w maju 2012 i w lutym 2013. Po tym ostatnim urazie klub wysłał go na leczenie do włoskiej kliniki prof. Pier Paolo Marianiego, który w przeszłości leczył kontuzje kolana m.in. u Francesco Tottiego, Philippe Mexèsa i Adriana Mutu. Po rehabilitacji w październiku 2013, zawodnik wrócił do gry w rezerwach Legii. Rozegrał też 1 mecz w pierwszej drużynie, dzięki czemu odebrał medal za mistrzostwo Polski w sezonie 2013/2014. Regularnie grał też w drużynie rezerw Legii, występującej w III lidze. Z 11 golami został najlepszym strzelcem zespołu.
1 lipca 2014 przeszedł za 25 tysięcy euro do Ruchu Chorzów. Zadebiutował w wygranym 3:2 meczu II rundy kwalifikacyjnej do Ligi Europy z liechtensteińskim FC Vaduz, zmieniając Filipa Starzyńskiego w 69. minucie. Swojego pierwszego gola w barwach chorzowskiego zespołu strzelił 10 sierpnia, w zremisowanym 2:2 meczu 4. kolejki Ekstraklasy z Wisłą Kraków. 21 lipca 2016 rozwiązał kontrakt za porozumieniem stron.
Od 22 lipca 2016 do 27 czerwca 2017 był zawodnikiem pierwszoligowej Bytovii Bytów.

## Sukcesy

### Legia Warszawa
- Mistrzostwo Polski (2014)
- Puchar Polski (2012)
- Wicemistrz Polski Juniorów Młodszych (2009)
- Wicemistrzostwo MESA (2010, 2011)

## Statystyki

### Klubowe
Aktualne na 12 grudnia 2020
| Klub                       | Sezon              | Liga               | Liga  | Liga   | Puchar Polski | Puchar Polski | Europa | Europa | Suma  | Suma   |
| Klub                       | Sezon              | Liga               | Mecze | Bramki | Mecze         | Bramki        | Mecze  | Bramki | Mecze | Bramki |
| -------------------------- | ------------------ | ------------------ | ----- | ------ | ------------- | ------------- | ------ | ------ | ----- | ------ |
| Legia Warszawa             | 2011/2012 w        | Ekstraklasa        | 2     | 0      | 0             | 0             | –      | –      | 2     | 0      |
| Legia Warszawa             | 2013/2014 w        | Ekstraklasa        | 1     | 0      | 0             | 0             | –      | –      | 1     | 0      |
| Legia Warszawa             | Ogólnie            | Ogólnie            | 3     | 0      | 0             | 0             | 0      | 0      | 3     | 0      |
| Ruch Chorzów               | 2014/2015          | Ekstraklasa        | 28    | 3      | 0             | 0             | 5      | 0      | 33    | 3      |
| Ruch Chorzów               | 2015/2016          | Ekstraklasa        | 24    | 1      | 0             | 0             | –      | –      | 24    | 1      |
| Ruch Chorzów               | Ogólnie            | Ogólnie            | 52    | 4      | 0             | 0             | 5      | 0      | 57    | 4      |
| Bytovia Bytów              | 2016/2017 j        | I liga             | 13    | 0      | 2             | 0             | –      | –      | 15    | 0      |
| Bytovia Bytów              | Ogólnie            | Ogólnie            | 13    | 0      | 2             | 0             | 0      | 0      | 15    | 0      |
| Lechia Tomaszów Mazowiecki | 2018/2019 j        | III liga           | 10    | 0      | 2             | 1             | –      | –      | 12    | 1      |
| Lechia Tomaszów Mazowiecki | Ogólnie            | Ogólnie            | 10    | 0      | 2             | 1             | 0      | 0      | 12    | 1      |
| Chełmianka Chełm           | 2018/2019 w        | III liga           | 16    | 3      | 3             | 1             | –      | –      | 19    | 4      |
| Chełmianka Chełm           | Ogólnie            | Ogólnie            | 16    | 3      | 3             | 1             | 0      | 0      | 19    | 4      |
| Bałtyk Gdynia              | 2019/2020 j        | III liga           | 11    | 1      | 2             | 4             | –      | –      | 13    | 5      |
| Bałtyk Gdynia              | Ogólnie            | Ogólnie            | 11    | 1      | 2             | 4             | 0      | 0      | 13    | 5      |
| Budowlani Murzynowo        | 2020/2021 j        | klasa okręgowa     | 11    | 16     | 3             | 3             | –      | –      | 14    | 19     |
| Budowlani Murzynowo        | Ogólnie            | Ogólnie            | 11    | 16     | 3             | 3             | 0      | 0      | 14    | 19     |
| Ogólnie w karierze         | Ogólnie w karierze | Ogólnie w karierze | 116   | 24     | 12            | 9             | 5      | 0      | 133   | 33     |